# Delia cuneata
Delia cuneata är en tvåvingeart som beskrevs av Tiensuu 1946. Delia cuneata ingår i släktet Delia och familjen blomsterflugor. Arten är reproducerande i Sverige. Inga underarter finns listade i Catalogue of Life.